# Borowa (obwód brzeski)
Borowa (biał. Баравая, Barawaja; ros. Боровая, Borowaja) – wieś na Białorusi, w obwodzie brzeskim, w rejonie janowskim, w sielsowiecie Laskowicze.
W pobliżu znajduje się Rezerwat Biologiczny Abrou.

## Historia
W XIX i w początkach XX w. wieś położona w Rosji, w guberni grodzieńskiej, w powiecie kobryńskim, w gminie Osownica.
W dwudziestoleciu międzywojennym leżała w Polsce, w województwie poleskim, do 12 kwietnia 1928 w powiecie drohickim, w gminie Drużyłowicze, następnie w powiecie pińskim, w gminie Porzecze. W 1921 miejscowość liczyła 103 mieszkańców, zamieszkałych w 17 budynkach, w tym 94 Rusinów i 9 Żydów. 94 mieszkańców było wyznania prawosławnego i 9 mojżeszowego.
Po II wojnie światowej w granicach Związku Sowieckiego. Od 1991 w niepodległej Białorusi.